# 矮小丝瓣芹
矮小丝瓣芹（学名：Acronema wolffianum）为伞形科丝瓣芹属的植物。分布于锡金、印度以及中国大陆的云南等地，生长于海拔3,700米的地区，一般生长在山坡，目前尚未由人工引种栽培。